# Grand Prix Abu Zabi 2009

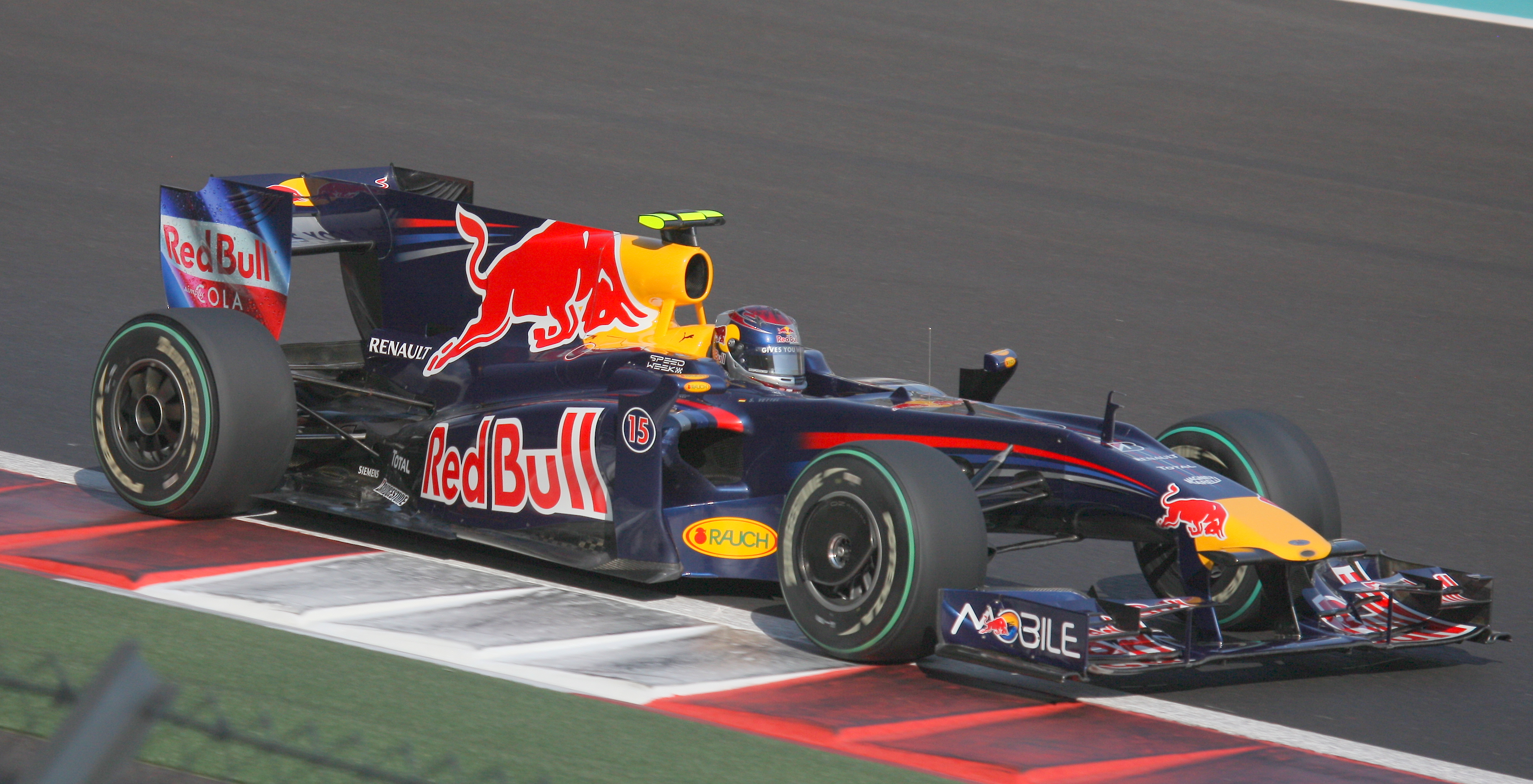
Sebastian Vettel podczas Grand Prix Abu Zabi 2009

Grand Prix Abu Zabi 2009 – ostatnia runda Mistrzostw Świata Formuły 1 w sezonie 2009.

## Lista startowa
| Nr | Kierowca             | Zespół                       | Samochód          | Silnik               | Opony |
| -- | -------------------- | ---------------------------- | ----------------- | -------------------- | ----- |
| 1  | Lewis Hamilton       | Vodafone McLaren Mercedes    | McLaren MP4-24    | Mercedes-Benz FO108W | B     |
| 2  | Heikki Kovalainen    | Vodafone McLaren Mercedes    | McLaren MP4-24    | Mercedes-Benz FO108W | B     |
| 3  | Giancarlo Fisichella | Scuderia Marlboro Ferrari    | Ferrari F60       | Ferrari 056          | B     |
| 4  | Kimi Räikkönen       | Scuderia Marlboro Ferrari    | Ferrari F60       | Ferrari 056          | B     |
| 5  | Robert Kubica        | BMW Sauber F1 Team           | BMW F1.09         | BMW P86/9            | B     |
| 6  | Nick Heidfeld        | BMW Sauber F1 Team           | BMW F1.09         | BMW P86/9            | B     |
| 7  | Fernando Alonso      | Renault F1 Team              | Renault R29       | Renault RS27-2009    | B     |
| 8  | Romain Grosjean      | Renault F1 Team              | Renault R29       | Renault RS27-2009    | B     |
| 9  | Jarno Trulli         | Panasonic Toyota Racing      | Toyota TF109      | Toyota RVX-09        | B     |
| 10 | Kamui Kobayashi      | Panasonic Toyota Racing      | Toyota TF109      | Toyota RVX-09        | B     |
| 11 | Jaime Alguersuari    | Scuderia Toro Rosso          | Toro Rosso STR04  | Ferrari 056          | B     |
| 12 | Sébastien Buemi      | Scuderia Toro Rosso          | Toro Rosso STR04  | Ferrari 056          | B     |
| 14 | Mark Webber          | Red Bull Racing              | Red Bull RB5      | Renault RS27-2009    | B     |
| 15 | Sebastian Vettel     | Red Bull Racing              | Red Bull RB5      | Renault RS27-2009    | B     |
| 16 | Nico Rosberg         | AT&T WilliamsF1 Team         | Williams FW31     | Toyota RVX-09        | B     |
| 17 | Kazuki Nakajima      | AT&T WilliamsF1 Team         | Williams FW31     | Toyota RVX-09        | B     |
| 20 | Adrian Sutil         | Force India Formula One Team | Force India VJM02 | Mercedes-Benz FO108W | B     |
| 21 | Vitantonio Liuzzi    | Force India Formula One Team | Force India VJM02 | Mercedes-Benz FO108W | B     |
| 22 | Jenson Button        | Brawn GP Formula One Team    | Brawn BGP 001     | Mercedes-Benz FO108W | B     |
| 23 | Rubens Barrichello   | Brawn GP Formula One Team    | Brawn BGP 001     | Mercedes-Benz FO108W | B     |
| Nr | Kierowca             | Zespół                       | Samochód          | Silnik               | Opony |

## Wyniki

### Sesje treningowe
| Sesja | Nr | Kierowca          | Konstruktor      | Czas     | Okr. |
| ----- | -- | ----------------- | ---------------- | -------- | ---- |
| 1     | 1  | Lewis Hamilton    | McLaren-Mercedes | 1:43.939 | 18   |
| 2     | 2  | Heikki Kovalainen | McLaren-Mercedes | 1:41.307 | 35   |
| 3     | 22 | Jenson Button     | Brawn-Mercedes   | 1:40.625 | 21   |

### Kwalifikacje
| Poz. | Nr | Kierowca             | Konstruktor          | Q1       | Q2       | Q3       | Poz. s. |
| --- | --- | -------------------- | -------------------- | -------- | -------- | -------- | ------- |
| 1 | 1 | Lewis Hamilton       | McLaren-Mercedes     | 1:39.873 | 1:39.695 | 1:40.948 | 1       |
| 2 | 15 | Sebastian Vettel     | Red Bull-Renault     | 1:40.666 | 1:39.984 | 1:41.615 | 2       |
| 3 | 14 | Mark Webber          | Red Bull-Renault     | 1:40.667 | 1:40.272 | 1:41.726 | 3       |
| 4 | 23 | Rubens Barrichello   | Brawn-Mercedes       | 1:40.574 | 1:40.421 | 1:41.786 | 4       |
| 5 | 22 | Jenson Button        | Brawn-Mercedes       | 1:40.378 | 1:40.148 | 1:40.148 | 5       |
| 6 | 9 | Jarno Trulli         | Toyota               | 1:40.517 | 1:40.373 | 1:41.897 | 6       |
| 7 | 5 | Robert Kubica        | BMW Sauber           | 1:40.520 | 1:40.545 | 1:41.992 | 7       |
| 8 | 6 | Nick Heidfeld        | BMW Sauber           | 1:40.558 | 1:40.635 | 1:42.343 | 8       |
| 9 | 16 | Nico Rosberg         | Williams-Toyota      | 1:40.842 | 1:40.661 | 1:42.583 | 9       |
| 10 | 12 | Sébastien Buemi      | Toro Rosso-Ferrari   | 1:40.908 | 1:40.430 | 1:42.713 | 10      |
| 11 | 4 | Kimi Räikkönen       | Ferrari              | 1:41.100 | 1:40.726 | -        | 11      |
| 12 | 10 | Kamui Kobayashi      | Toyota               | 1:41.035 | 1:40.777 | -        | 12      |
| 13 | 2 | Heikki Kovalainen    | McLaren-Mercedes     | 1:40.808 | 1:40.983 | -        | 18      |
| 14 | 17 | Kazuki Nakajima      | Williams-Toyota      | 1:41.096 | 1:41.148 | -        | 13      |
| 15 | 11 | Jaime Alguersuari    | Toro Rosso-Ferrari   | 1:41.503 | 1:41.689 | -        | 14      |
| 16 | 7 | Fernando Alonso      | Renault              | 1:41.667 | -        | -        | 15      |
| 17 | 21 | Vitantonio Liuzzi    | Force India-Mercedes | 1:41.701 | -        | -        | 16      |
| 18 | 20 | Adrian Sutil         | Force India-Mercedes | 1:41.863 | -        | -        | 17      |
| 19 | 8 | Romain Grosjean      | Renault              | 1:41.950 | -        | -        | 19      |
| 20 | 3 | Giancarlo Fisichella | Ferrari              | 1:42.184 | -        | -        | 20      |
| Poz. | Nr | Kierowca             | Konstruktor          | Q1       | Q2       | Q3       | Poz. s. |
| \| Legenda \| Legenda \| \| ------------------------ \| ---------------------------------------------------------------------------------------------------------------------------------------------------------------------------------------------------------------------------------------------------------------- \| \| Poz. Nr Q1 Q2 Q3 Poz. s. \| Pozycja zajęta w sesji kwalifikacyjnej Numer startowy kierowcy Wynik uzyskany w pierwszej części kwalifikacji Wynik uzyskany w drugiej części kwalifikacji Wynik uzyskany w trzeciej części kwalifikacji Pozycja startowa po uwzględnięniu kar, przesunięć, itp. \| | |                      |                      |          |          |          |         |
| Legenda | |                      |                      |          |          |          |         |
| Poz. Nr Q1 Q2 Q3 Poz. s. | Pozycja zajęta w sesji kwalifikacyjnej Numer startowy kierowcy Wynik uzyskany w pierwszej części kwalifikacji Wynik uzyskany w drugiej części kwalifikacji Wynik uzyskany w trzeciej części kwalifikacji Pozycja startowa po uwzględnięniu kar, przesunięć, itp. |                      |                      |          |          |          |         |

### Wyścig
| P                 | + / –     | Nr | Kierowca             | Konstruktor          | Okr. | Czas / Strata | Komentarz       |
| ----------------- | --------- | -- | -------------------- | -------------------- | ---- | ------------- | --------------- |
| 1                 | 1         | 15 | Sebastian Vettel     | Red Bull-Renault     | 55   | 1h34:03.414   |                 |
| 2                 | 1         | 14 | Mark Webber          | Red Bull-Renault     | 55   | +0:17.857     |                 |
| 3                 | 2         | 22 | Jenson Button        | Brawn-Mercedes       | 55   | +0:18.467     |                 |
| 4                 | Bez zmian | 23 | Rubens Barrichello   | Brawn-Mercedes       | 55   | +0:22.235     |                 |
| 5                 | 3         | 6  | Nick Heidfeld        | BMW Sauber           | 55   | +0:26.253     |                 |
| 6                 | 6         | 10 | Kamui Kobayashi      | Toyota               | 55   | +0:28.343     |                 |
| 7                 | 1         | 9  | Jarno Trulli         | Toyota               | 55   | +0:34.366     |                 |
| 8                 | 2         | 12 | Sébastien Buemi      | Toro Rosso-Ferrari   | 55   | +0:41.294     |                 |
| 9                 | Bez zmian | 16 | Nico Rosberg         | Williams-Toyota      | 55   | +0:45.941     |                 |
| 10                | 3         | 5  | Robert Kubica        | BMW Sauber           | 55   | +0:48.180     |                 |
| 11                | 7         | 2  | Heikki Kovalainen    | McLaren-Mercedes     | 55   | +0:52.798     |                 |
| 12                | 1         | 4  | Kimi Räikkönen       | Ferrari              | 55   | +0:54.317     |                 |
| 13                | Bez zmian | 17 | Kazuki Nakajima      | Williams-Toyota      | 55   | +0:59.839     |                 |
| 14                | 1         | 7  | Fernando Alonso      | Renault              | 55   | +1:09.687     |                 |
| 15                | 1         | 21 | Vitantonio Liuzzi    | Force India-Mercedes | 55   | +1:34.450     |                 |
| 16                | 4         | 3  | Giancarlo Fisichella | Ferrari              | 54   | +1 okr.       |                 |
| 17                | Bez zmian | 20 | Adrian Sutil         | Force India-Mercedes | 54   | +1 okr.       |                 |
| 18                | 1         | 8  | Romain Grosjean      | Renault              | 54   | +1 okr.       |                 |
| Niesklasyfikowani |           |    |                      |                      |      |               |                 |
|                   |           | 1  | Lewis Hamilton       | McLaren-Mercedes     | 20   |               | hamulce         |
|                   |           | 11 | Jaime Alguersuari    | Toro Rosso-Ferrari   | 18   |               | skrzynia biegów |
| P                 | + / –     | Nr | Kierowca             | Konstruktor          | Okr. | Czas / Strata | Komentarz       |

### Najszybsze okrążenie
| Nr | Kierowca         | Konstruktor      | Czas     | Okr. |
| -- | ---------------- | ---------------- | -------- | ---- |
| 15 | Sebastian Vettel | Red Bull-Renault | 1:40.279 | 54   |

## Prowadzenie w wyścigu
| Nr                              | Kierowca         | Okrążenia | Suma |
| ------------------------------- | ---------------- | --------- | ---- |
| 15                              | Sebastian Vettel | 17-55     | 39   |
| 1                               | Lewis Hamilton   | 1-16      | 16   |
| \| Wykres \| \| ------ \| \| \| |                  |           |      |
| Wykres                          |                  |           |      |
|                                 |                  |           |      |

## Klasyfikacja po wyścigu

### Kierowcy
| P  | +/− | Kierowca             | Starty | Punkty | P1 | P2 | P3 | PP | NO | NS |
| -- | --- | -------------------- | ------ | ------ | -- | -- | -- | -- | -- | -- |
| 1  | 0   | Jenson Button        | 17     | 95     | 6  | 1  | 2  | 4  | 2  | 1  |
| 2  | 0   | Sebastian Vettel     | 17     | 84     | 4  | 2  | 2  | 4  | 3  | 3  |
| 3  | 0   | Rubens Barrichello   | 17     | 77     | 2  | 3  | 1  | 1  | 2  | 1  |
| 4  | 0   | Mark Webber          | 17     | 69,5   | 2  | 4  | 2  | 1  | 3  | 2  |
| 5  | 0   | Lewis Hamilton       | 17     | 49     | 2  | 1  | 2  | 4  | -  | 2  |
| 6  | 0   | Kimi Räikkönen       | 17     | 48     | 1  | 1  | 3  | -  | -  | 2  |
| 7  | 0   | Nico Rosberg         | 17     | 34,5   | -  | -  | -  | -  | 1  | 1  |
| 8  | 0   | Jarno Trulli         | 17     | 32,5   | -  | 1  | 2  | 1  | 1  | 4  |
| 9  | 0   | Fernando Alonso      | 17     | 26     | -  | -  | 1  | 1  | 2  | 3  |
| 10 | 0   | Timo Glock           | 14     | 24     | -  | 1  | 1  | -  | 1  | -  |
| 11 | 0   | Felipe Massa         | 9      | 22     | -  | -  | 1  | -  | 1  | 2  |
| 12 | 0   | Heikki Kovalainen    | 17     | 22     | -  | -  | -  | -  | -  | 5  |
| 13 | +1  | Nick Heidfeld        | 17     | 19     | -  | 1  | -  | -  | -  | 2  |
| 14 | −1  | Robert Kubica        | 17     | 17     | -  | 1  | -  | -  | -  | 3  |
| 15 | 0   | Giancarlo Fisichella | 17     | 8      | -  | 1  | -  | 1  | -  | 1  |
| 16 | +1  | Sébastien Buemi      | 17     | 6      | -  | -  | -  | -  | -  | 5  |
| 17 | −1  | Adrian Sutil         | 17     | 5      | -  | -  | -  | -  | 1  | 4  |
| 18 | +3  | Kamui Kobayashi      | 2      | 3      | -  | -  | -  | -  | -  | -  |
| 19 | −1  | Sébastien Bourdais   | 9      | 2      | -  | -  | -  | -  | -  | 3  |
| 20 | −1  | Kazuki Nakajima      | 17     | -      | -  | -  | -  | -  | -  | 4  |
| 21 | −1  | Nelson Piquet Jr.    | 10     | -      | -  | -  | -  | -  | -  | 2  |
| 22 | 0   | Vitantonio Liuzzi    | 5      | -      | -  | -  | -  | -  | -  | 1  |
| 23 | 0   | Romain Grosjean      | 7      | -      | -  | -  | -  | -  | -  | 2  |
| 24 | 0   | Jaime Alguersuari    | 8      | -      | -  | -  | -  | -  | -  | 5  |
| 25 | 0   | Luca Badoer          | 2      | -      | -  | -  | -  | -  | -  | -  |
| P  | +/− | Kierowca             | Starty | Punkty | P1 | P2 | P3 | PP | NO | NS |

### Konstruktorzy
| P  | +/− | Konstruktor          | Starty | Punkty | P1 | P2 | P3 | PP | NO | NS |
| -- | --- | -------------------- | ------ | ------ | -- | -- | -- | -- | -- | -- |
| 1  | 0   | Brawn-Mercedes       | 34     | 172    | 8  | 4  | 3  | 5  | 4  | 2  |
| 2  | 0   | Red Bull-Renault     | 34     | 153,5  | 6  | 6  | 4  | 5  | 6  | 5  |
| 3  | 0   | McLaren-Mercedes     | 34     | 71     | 2  | 1  | 2  | 4  | -  | 7  |
| 4  | 0   | Ferrari              | 33     | 70     | 1  | 1  | 4  | -  | 1  | 4  |
| 5  | 0   | Toyota               | 33     | 59,5   | -  | 2  | 3  | 1  | 2  | 4  |
| 6  | +1  | BMW Sauber           | 34     | 36     | -  | 2  | -  | -  | -  | 5  |
| 7  | −1  | Williams-Toyota      | 34     | 34,5   | -  | -  | -  | -  | 1  | 5  |
| 8  | 0   | Renault              | 34     | 26     | -  | -  | 1  | 1  | 2  | 7  |
| 9  | 0   | Force India-Mercedes | 34     | 13     | -  | 1  | -  | 1  | 1  | 6  |
| 10 | 0   | Toro Rosso-Ferrari   | 34     | 8      | -  | -  | -  | -  | -  | 13 |
| P  | +/− | Konstruktor          | Starty | Punkty | P1 | P2 | P3 | PP | NO | NS |